# La Boutique des secrets
Pour plus de détails, voir Fiche technique et Distribution.
La Boutique des secrets (Garage Sale Mystery) est une série de quinze téléfilms américains créée et réalisée par Peter DeLuise, diffusée entre le 14 septembre 2013 sur Hallmark Channel.
En France, les téléfilms sont diffusés depuis le 24 février 2014 sur TF1. Les téléfilms sont désormais diffusés, à partir du cinquième opus, depuis le 27 février 2017 sur M6 sous le titre La Boutique des Secrets.

## Synopsis
Jennifer Shannon est passionnée par les vide-greniers. C'est une as pour dénicher les bonnes affaires et les objets de valeur. Un jour, elle organise elle-même un événement qui se déroule parfaitement jusqu'à ce que l'une de ses amies soit retrouvée morte. Choquée, elle est persuadée que l'assassinat est lié avec le vide-grenier. Elle parvient ainsi à convaincre le lieutenant Iverson d'orienter ses recherches dans cette direction.

## Fiche technique
- Titre original : Garage Sale Mystery
- Titre français : La Boutique des secrets
- Réalisation : Peter DeLuise
- Diffuseur : Hallmark Channel
- Pays d'origine :  États-Unis
- Langue originale : anglais
- Genre : comédie dramatique
- Durée : 90 minutes

## Distribution
- Lori Loughlin (VF : Emmanuelle Bondeville) : Jennifer Shannon
- Sarah Strange (VF : Léonce Wapelhorst): Danielle
- Rick Ravanello (VF : Jérôme Rebbot) : Jason Shannon #1 (épisode 1)
- Steve Bacic (VF : Loïc Houdré) : Jason Shannon #2 (dès l'épisode 2)

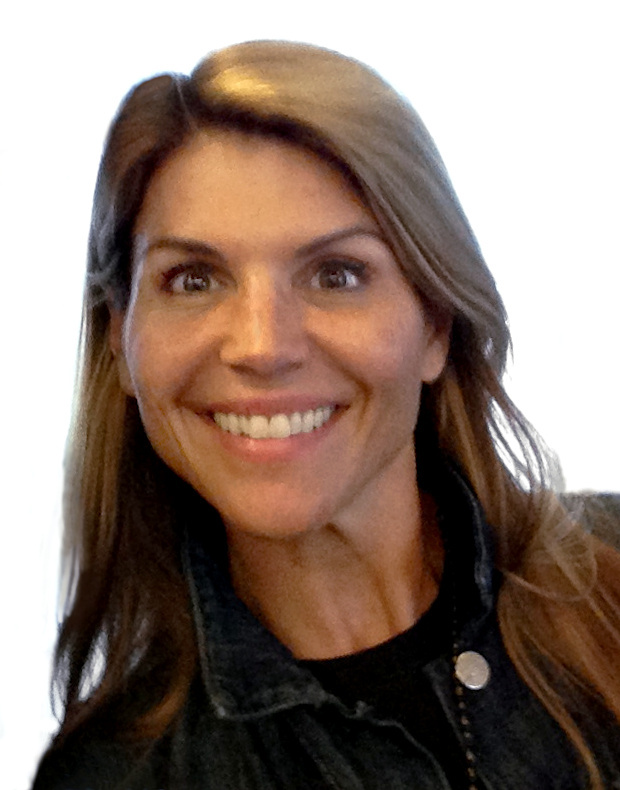
Lori Loughlin, productrice exécutive et actrice principale de la série de téléfilms.

- Sara Canning : Hannah Shannon #1 (épisode 1)
- Eva Bourne (VF : Julia Boutteville) : Hannah Shannon #2 (dès l'épisode 3)
- Brendan Meyer (en) : Logan Shannon #1 (épisodes 1 à 4)
- Connor Stanhope (VF : Gwenaël Sommier) : Logan Shannon #2 (dès l'épisode 5)
- Kevin O'Grady : Détective Frank Lynwood (dès l'épisode 2)
- Johannah Newmarch : Susan Lynwood (dès l'épisode 2)
- Chiara Zanni (VF : Odile Schmitt) : Anne (1 épisode)
  - voix additionnelles : Lionel Henry, Rafaele Moutier, Pascal Nowak, David Dos Santos, Françoise Vallon, Nathalie Karsenti

 Source et légende : version française (VF) sur RS Doublage

## Production
Le 14 mars 2019, durant le tournage du seizième épisode à Vancouver, Hallmark congédie Lori Loughlin, inculpée dans une affaire judiciaire liée à une affaire de corruption au sein d'universités américaines. Le quinzième épisode était complété (et diffusé en 2020), alors qu'il ne restait qu'une semaine de tournage au seizième épisode.

## Épisodes
1. Mystère à Glenwood (Garage Sale Mystery) - diffusé le 14 septembre 2013 aux États-Unis et le 24 février 2014 en France
2. L'Étincelle de Glenwood (All That Glitters) - diffusé le 26 octobre 2014 aux États-Unis[5]
3. La Chambre maudite (The Deadly Room) - diffusé le 11 avril 2015 aux États-Unis[6]
4. La Robe de la Mariée (The Wedding Dress) - diffusé le 9 août 2015 aux États-Unis[7]
5. Le Meurtre de la grange (Guilty Until Proven Innocent) - diffusé le 3 janvier 2016 aux États-Unis[8]
6. Meurtre en trois actes (The Novel Murders) - diffusé le 4 juin 2016 aux États-Unis[9]
7. L'Art du crime (The Art of Murder) - diffusé le 8 janvier 2017 aux États-Unis
8. Du vague à l'âme (The Beach Murder) - diffusé le 11 août 2017 aux États-Unis[10]
9. Message d'adieu (Murder by Text) - diffusé le 13 août 2017 aux États-Unis[10] et le 26 janvier 2018 en France
10. Une passion meurtrière (Murder Most Medieval) - diffusé le 20 août 2017 aux États-Unis[10] et le 2 février 2018 en France
11. Message post mortem (A Case of Murder) - diffusé le 27 août 2017 aux États-Unis[10]
12. La Boîte mystérieuse (The Pandora's Box Murders) - diffusé le 5 août 2018 aux États-Unis[11] et le 29 octobre 2018 en France
13. La Belle Italienne (The Mask Murder) - diffusé le 12 août 2018 aux États-Unis[11] et le 29 octobre 2018 en France
14. Une photo compromettante (Picture a Murder) - diffusé le 19 août 2018 aux États-Unis[11] et le 18 janvier 2019 en France
15. Un trésor bien caché (Murder in D Minor) - diffusé le 26 août 2018 aux États-Unis[11] et le 8 mars 2019 en France
16. Crimes aux enchères (Searched and seized) - diffusé le 8 mai 2020 aux États-Unis